# Aeropuerto de Corazón de Jesús
El aeropuerto de Corazón de Jesús (IATA: CZJ) es un aeródromo público panameño que sirve a las islas de Corazón de Jesús y Narganá, ciudades isleñas dentro del archipiélago de San Blas en la Comarca Guna Yala.
El aeródromo está ubicado en una isla a 0,5 kilómetros al este de la isla de Corazón de Jesús y se accede por medio de transbordador. El aeropuerto no tiene acceso vial.

## Información técnica
El aeropuerto tiene una pista de aterrizaje de asfalto que mide 560 metros en longitud.
Las aproximaciones y despegues desde ambos extremos de la pista de aterrizaje se realizan sobre el agua del mar Caribe.
El VOR-DME de Tocumen (Ident: TUM) está localizado a 99 kilómetros al oeste-suroeste del aeródromo.

## Aerolíneas y destinos
Air Panama ofrece vuelos al aeropuerto de Corazón de Jesús desde el Aeropuerto Internacional Marcos A. Gelabert en la Ciudad de Panamá.
| Aerolíneas | Destinos                            |
| ---------- | ----------------------------------- |
| Air Panama | Ciudad de Panamá-Marcos A. Gelabert |